# ورزشگاه دسوک
ورزشگاه دسوک (به عربی: ستاد دسوق الریاضی) یک ورزشگاه در مصر است که در دسوق واقع شده‌است.